# Rungia pierrei
Rungia pierrei är en akantusväxtart som beskrevs av Raymond Benoist. Rungia pierrei ingår i släktet Rungia och familjen akantusväxter. Inga underarter finns listade i Catalogue of Life.